# Gyrocarpaceae
Famille
Classification APG (1998)
Classification APG II (2003)
Classification APG III (2009)
Les Gyrocarpaceae (les Gyrocarpacées) est une famille de plantes à fleurs de l'ordre des Laurales. 
L'espèce la plus connue est Gyrocarpus americanus ou Gyrocarpus jacquinii.

## Étymologie
Le nom vient du genre Gyrocarpus, issu du grec γυροσ / gyros, « cercle ; rond », et καρποσ / carpos, fruit. D'après Joseph von Jacquin « en Amérique, les enfants s'amusent à jeter en l'air le fruit de cet arbre, pour se donner le plaisir de le voir descendre à terre en tournoyant, les ailes dont il est pourvu le soutenant doucement dans l'air ».

## Classification
Cette famille est rarement reconnue par les systèmes de taxonomie végétale. Ces plantes sont souvent classées dans la famille des Hernandiaceae. 
C'est également le point de vue des systèmes APG (1998), APGII (2003), APGIII (2009) et APGIV (2016).